# Dziadówka (Ukraina)
Dziadówka (ukr. Дідівка, Didiwka) – wieś na Ukrainie, w obwodzie rówieńskim, w rejonie waraskim, w hromadzie Łoknica. W 2001 liczyła 139 mieszkańców.
W okresie międzywojennym wieś znajdowała się w granicach II RP, wchodząc w skład gminy Moroczna w powiecie pińskim, w województwie poleskim.